# Louise Welsh
Louise Welsh (Londra, 1º febbraio 1965) è una scrittrice e romanziera britannica, scozzese di adozione con base a Glasgow, scrive racconti e thriller psicologici.

## Biografia
Welsh ha studiato storia all'Università di Glasgow e ha lavorato nel mondo delle librerie per diversi anni prima di dedicarsi completamente alla scrittura di gialli, pubblicando il suo primo romanzo nel 2002, col titolo  The Cutting Room (trad. it. La stanza oscura 2003), nominato in vari premi letterari, tra cui l'Orange Prize del 2003. Ha vinto il Creasey Dagger assegnato dal Crime Writers' Association per miglior giallo esordiente (2003).
Welsh ha pubblicato successivi romanzi, tra cui la novella Tamburlaine Must Die (2004), che narra gli ultimi giorni nella vita del drammaturgo e poeta inglese del XVI secolo, Christopher Marlowe. Altri titoli: The Bullet Trick (2006 - trad. it. L‘illusionista 2007), ambientato a Berlino, Londra e Glasgow e raccontato dalla prospettiva del mago e medium William Wilson; Naming the Bones (Ossa 2012), pubblicato nel marzo 2010, e in traduzione italiana col titolo Ossa nel 2012.
Nel 2009 ha donato in beneficenza il racconto The Night Highway alla Oxfam per il progetto Ox-Tales, antologia in quattro edizioni di racconti scritti da 38 autori britannici. Da dicembre 2010, è il writer-in-residence presso l'Università di Glasgow e la Glasgow School of Art. In agosto 2012 è uscito il suo quinto romanzo, The Girl on the Stairs (La ragazza sulle scale), thriller psicologico ambientato a Berlino.
Welsh vive a Glasgow con la sua partner, la scrittrice scozzese Zoë Strachan.